# Coelosia flava
Coelosia flava är en tvåvingeart som först beskrevs av Rasmus Carl Staeger 1840.  Coelosia flava ingår i släktet Coelosia och familjen svampmyggor. Arten är reproducerande i Sverige. Inga underarter finns listade i Catalogue of Life.